# Voltaïca
 (novembre 2023).
L'entreprise Voltaïca développe des centrales solaires de production d’électricité sur les toitures, principalement des hangars agricoles. Elle a connu une croissance de 2015 % en quatre ans, qui lui vaut d’être classée à la sixième place des entreprises françaises et à la première pour le secteur de l’énergie, dans le palmarès « Les Champions de la croissance 2023 » établi par le journal Les Échos et l’Institut allemand Statista. D'autre part, après avoir évalué les mille entreprises européennes les plus performantes en termes de croissance, le Financial Times a placé Voltaïca à la soixante-troisième place, et la quatrième pour les entreprises françaises. En février 2024 le nouveau classement Les Échos-Statista a confirmé la première place nationale dans le secteur de l'industrie, et la sixième tous secteurs confondus. L'entreprise a été Fondée en 2008 et s'est développée à partir de 2017, passant d’un chiffre d’affaires annuel de 375 000 euros en 2018, à plus de 20 millions d’euros en 2022. Voltaïca fait partie du Groupe Giudicelli, fondé en 2014 par Christian et Jean-Marc Giudicelli.     

## Histoire
Voltaïca a été créée en 2008 par Christian Giudicelli, un ingénieur en aéronautique d'Airbus détaché chez le constructeur d’avion franco-italien ATR. Ce dirigeant parie initialement sur un projet d'activité immobilière de maisons et appartements dont le toit est couvert de panneaux photovoltaïques, avant de se concentrer sur le seul domaine photovoltaïque.[réf. souhaitée]
L'entreprise se développe jusqu’au début des années 2010, grâce à une demande croissante, et un généreux prix de rachat de l’électricité solaire par EDF, fixé par l’État. À cette époque, Jean-Marc Giudicelli, frère de Christian, entre au capital de Voltaïca Services, devenu Millikan. L’entreprise va rencontrer une double difficulté : d’abord le moratoire décidé en décembre 2010 par l’État, et mis en oeuvre au début de 2011 par un arrêté fixant des conditions de rachat de l'électricité solaire beaucoup plus restrictives. Le second problème va menacer plus lourdement l'avenir de l'entreprise. En 2011, Voltaïca entre pour 13% au capital de la société Solabios, qui est dès lors cotée en bourse sur le marché Alternex, et parait dominante sur le secteur. Son dirigeant, Frédéric Errera promet des rendements attractifs aux petits épargnants et aux investisseurs. L'affaire tournera mal (voir section Polémiques et affaire)
Pour se redresser, les frères Giudicelli fondent en 2014 le groupe Victoria Corp, qui deviendra Groupe Giudicelli, et investissent dans une flotte de cinq mille conteneurs maritimes loués via l’entreprise Touax à des compagnies mondiales de transport, comme la CMA CGM
En 2017, dans un marché devenu solide et porteur, les frères Giudicelli en reviennent à leur idée première. Ils redéploient l'activité solaire, et développent alors des centaines de centrales photovoltaïques, d’abord sur des toitures existantes d’au moins six cents mètres carrés, puis sur des hangars construits par leurs soins. Les réalisations ont d’abord concerné la Corse, avant d'essaimer dans l’ensemble du pays. Elles concernent à 95 % des zones agricoles, mais commencent à gagner les bâtiments industriels ou les ombrières qui couvrent les parkings des grandes surfaces.[réf. souhaitée]
En 2023, le marché des ombrières a été l'un des principaux domaines d'investissement du Groupe Giudicelli. L'obligation faite aux entreprises de solariser les toitures et les parkings a ouvert un marché considérable aux quelques entreprises pouvant répondre de façon globale à cette demande. En intégrant dans son groupe le savoir-faire du Vendéen Steelgo, spécialiste de la charpente métallique, Voltaïca soutenue par les capacités financières de la société d'investissement créée en 2008 par Christian et Jean-Marc Giudicelli, peut développer une offre clé en main d'installations photovoltaïques, des fondations au raccordement au réseau
De 2017 à 2023, Voltaïca a développé 600 centrales photovoltaïques, qui produisent plus de 100 MWc (mégawatts-crête) installés, soit de quoi assumer la production nécessaire à la consommation en électricité d'une ville de 45 000 habitants, Angoulême par exemple.[réf. souhaitée]

## Chiffre d'affaires et emplois
2019 : 1M Euros
2020 : 2,96 M Euros
2021 : 7,91 M Euros
2022 : 20 M Euros
Les classements établis par les journaux économiques et financiers Les Échos et le Financial Times portaient sur la période 2018-2021, et pointaient une croissance de 2015%. La croissance obtenue pour la seule année 2022 est de +252 %  
En terme d'emplois, Voltaïca a créé à ce jour une centaine de postes, répartis entre trente salariés directs et soixante-dix agents mandataires.

## Organisation géographique
Le siège social est situé en Corse, à Bastia mais l’entreprise a développé des succursales dans l'hexagone
Toulouse héberge les pôles «Développements», «BE & Constructions» et «Exploitation»
Nice héberge les pôles «Marketing, Communication & Réseau», «Finances», ainsi que le Centre de formation "Voltaïca Academy»
Bastia est le siège de la Direction générale, et héberge les pôles «Administratif» et «Ressources humaines»

## Partenaires et Réseaux

### Banque publique d'investissement
Voltaïca fait partie de la troisième promotion de l'Accélérateur des entreprises du secteur de la transition énergétique établie par la Banque publique d'investissement (BPI) et l'Ademe, ainsi que de la communauté du Coq vert en tant qu'entreprise active dans la transition énergétique

### Business France
Business France accompagne avec BPI France l'entreprise dans sa stratégie internationale

### French Fab
La French Fab, lancée le 2 octobre 2017 par le ministre de l'économie Bruno Le Maire, a l'ambition d'incarner « les entreprises, acteurs économiques, institutions et sites industriels situés en France qui se reconnaissent dans la volonté de développer l'industrie française ». Voltaïca y a été admise en tant que « constructrice de centrales photovoltaïques »

### Lendosphère
Lendosphèreest une plate-forme de financement participatif. De 2017 à 2022, elle a collecté cinq millions d'euros pour Voltaïca

### Société Générale
La SG est la banque historique du Groupe Giudicelli. Par ailleurs, Lumo, sa plate forme de financement participatif, a récolté un millions d'Euros pour l'entreprise.

### Crédit Agricole
Le Crédit Agricole finance désormais plusieurs centrales du Groupe Giudicelli en France

### Power Group et Krannich Solar
Power Group et Krannich solar sont les deux principaux fournisseurs de panneaux et onduleurs

## Le Groupe Giudicelli
L’entreprise Voltaïca fait partie du Groupe Giudicelli dont elle est le vaisseau amiral. Ce groupe a été constitué en 2014, avec l’ambition d’assurer une diversification permanente des activités qui la composent. Ce groupe se déploie actuellement dans cinq secteurs.

### Énergie
Avec Voltaïca mais aussi avec la société Powenr qui rachète certains projets développés par Voltaïca, et en rassemble l’exploitation. Powenr détient à ce jour une vingtaine de MWc en propre.

### Industrie
L'achat du groupe Steelgo permet au groupe Giudicelli de développer sa branche industrielle

### Tourisme
Avec notamment le projet d’implanter un village vacances de 9,3 hectares en Corse, à Aleria, sur la côte Est. Ce projet baptisé Costamare est à l’étude selon la mairie d’Aleria, mais rencontre l’opposition de l’association écologiste U Levante.

### Immobilier
Avec des investissements industriels et patrimoniaux à long terme réalisés par les sociétés La Foncière et Casa S, activités principalement établies en Corse en 2023 avec des projets sur le Continent en 2024

### Agriculture raisonnée
Avec le développements par la société Agrisole de deux oliveraies, à Chisà et à Patrimonio

### La fondation Giudicelli
Cette Fondation d’entreprise crée en 2023, s’est donnée comme mission d’encourager les actions et projets dans l’humanitaire, l’environnemental, et le développement rural. En 2023 cette fondation a offert des kits photovoltaïques de 1,6 kWc à plusieurs particuliers.

## Polémiques et affaires
En 2013, Voltaïca a failli disparaitre, emportée par la chute de Solabios dans laquelle elle avait investi avant d'amener l'affaire en justice. L'affaire a été définitivement tranchée par la Cour d'Appel de Paris, par jugement du 21 octobre 2021. Frédéric Errera, le PDG de Solabios, a été condamné à verser 998 749 euros à la société Voltaïca Services, l'une de ses victimes. Solabios avait promis des rendements exponentiels à des centaines de petits épargnants, ainsi qu'à des investisseurs, et récolté 50 millions d’Euros qui se sont plus ou moins envolés.
L’affaire a été décrite par le journal en ligne Mediapart et mentionnée par Le Figaro ou Les Échos.